# Mecanisme d'Anticitera
L'anomenat Mecanisme d'Anticitera (en grec Μηχανισμός των Αντικυθήρων, Michanismós ton Antikythíron) és un giny mecànic de l'antiguitat capaç de fer complexos càlculs astronòmics. Consta d'un conjunt d'engranatges de bronze que permet calcular la posició exacta dels astres en un calendari solar a manera d'un astrolabi.

## Descobriment
Va ser descobert el 1900 pel pescador d'esponges Elies Stadiatos entre les restes d'un naufragi no gaire lluny de la costa de l'illa grega d'Anticitera, entre Citera i Creta. Alguns historiadors pensen que la màquina trobada a la nau romana naufragada podia fer part d'un tresor saquejat de l'illa de Rodes i que es dirigiria a Roma per una celebració organitzada en honor de Juli Cèsar.

## El mecanisme
La seva datació aproximada és el 87 aC, tot i que altres recerques més recents el situen entre el 140 aC i el 100 aC.
És un dels primers mecanismes d'engranatges conegut, i es va dissenyar per poder seguir el moviment dels cossos celestes. D'acord amb les reconstruccions realitzades, es tracta d'un mecanisme que usa engranatges diferencials, la qual cosa és sorprenent, ja que els primers casos coneguts fins al seu descobriment són del segle xvi.
D'acord amb els estudis inicials portats a terme per l'historiador Derek John de Solla Price, el dispositiu era una computadora astronòmica capaç de predir les posicions del Sol i de la Lluna en el zodíac, encara que estudis posteriors suggereixen que el dispositiu era bastant més «intel·ligent». Emprant tècniques de tomografia lineal, Michael Wright, especialista en enginyeria mecànica del Museu de Ciència de Londres, ha realitzat un nou estudi de l'artefacte. Wright ha trobat proves que el mecanisme d'Anticitera podia reproduir els moviments del Sol i la Lluna amb exactitud, emprant un model epicicloidal ideat per Hiparc, i de planetes com Mercuri i Venus, emprant un model el·líptic derivat d'Apol·loni de Perge. No obstant això, se sospita que part del mecanisme podria haver-se perdut, i que aquests engranatges addicionals podrien haver representat els moviments dels altres tres planetes coneguts a l'època: Mart, Júpiter i Saturn. És a dir, que hauria predit, amb un grau més que respectable de certesa, les posicions de tots els cossos celestes coneguts a l'època.

## Projecte d'investigació Antikythera

Estructura del mecanisme d'Anticitera

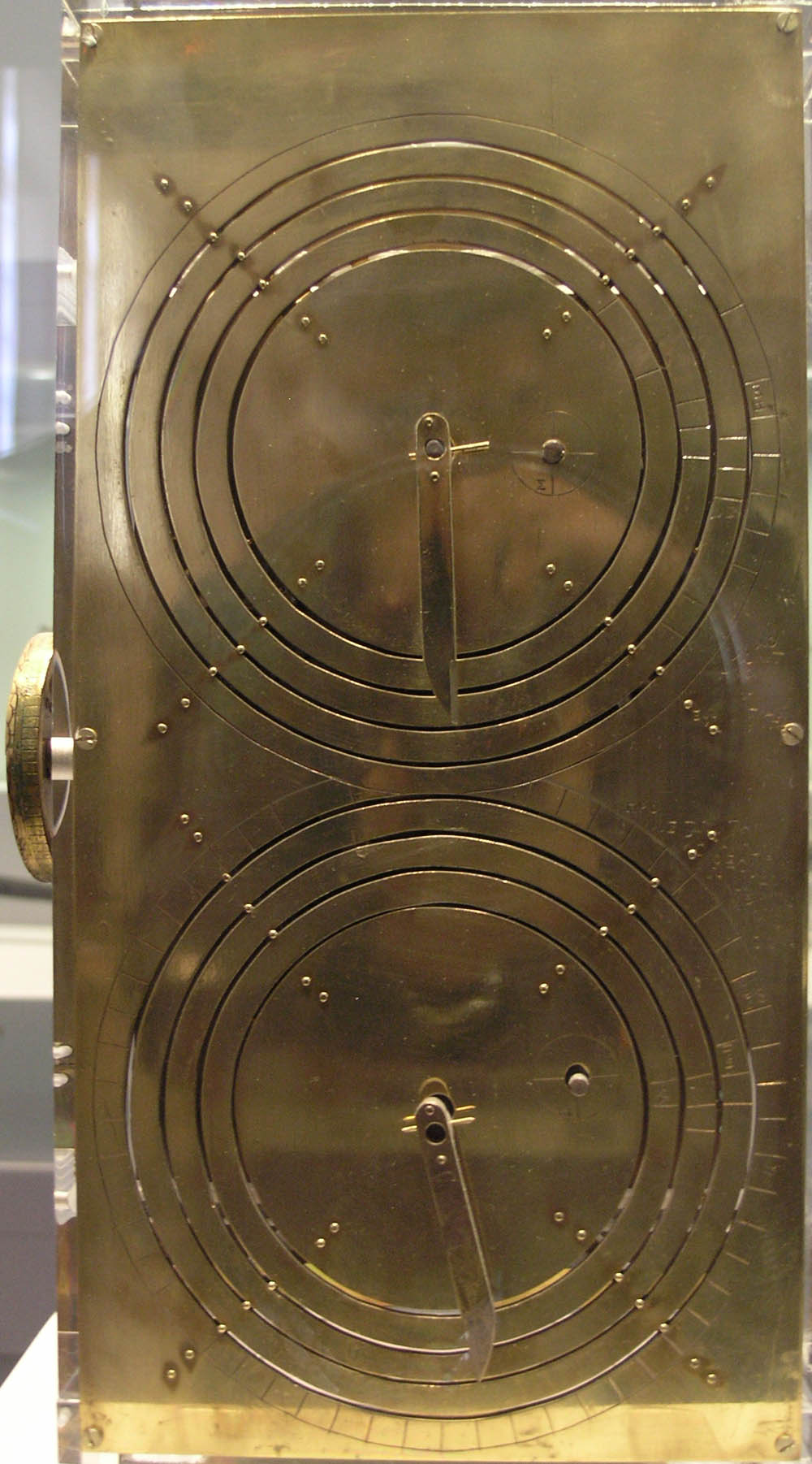
Reconstrucció del mecanisme d'Anticitera al Museu Arqueològic Nacional d'Atenes fabricat per Robert J. Deroski seguint el model de Derek J. de Solla Price

El projecte d'investigació Antikythera, un equip internacional de científics amb membres de la Universitat de Cardiff (M. Edmunds, T. Freeth), Universitat d'Atenes (X. Moussas. I. Bitsakis) i la Universitat de Tessalònica (J. S. Seiradakis), en col·laboració amb el Museu Arqueològic d'Atenes (I. Magkou, M. Zafeiropoulou) i la Institució Cultural del Banc de Grècia (A. Tselikas), usant tècniques desenvolupades per H. P. (T. Malzbender) i X-tex (R. Hudland) per a l'estudi del mecanisme d'Antikythera, va desenvolupar una fotografia 3D basant-se en tomografia computada d'alta resolució.
El resultat fou que es tracta d'una computadora astronòmica que prediu la posició del sol i la lluna en el cel. L'artefacte mostra les fases de la lluna cada mes utilitzant el model d'Hiparc. Té dues escales en espiral que cobreixen el cicle Callippic (quatre cicles Meton, 4x19 anys) i el cicle d'Exeligmos (3 cicles Saros, 3x18 anys), predient els eclipsis de sol i lluna. El mecanisme és encara més sofisticat del que es creia, amb un immens nivell d'enginy en el seu disseny.
Gràcies a les tècniques actuals, s'ha pogut llegir el manual d'aquest aparell. Basant-se en la forma de les lletres gregues (H. Kritzas), es va establir l'any de construcció del mecanisme, 150 al 100 aC, més antic del que s'estimava. El manual Codex Antikytheriansis, ocult durant 21 segles, conté instruccions sobre com utilitzar la computadora astronòmica i fa referències a moviments planetaris i dos noms geogràfics: Hispania i Pharos. L'existència en el manual del nom Hispania (ΙΣΠΑΝΙΑ, la transcripció del qual és ISPANIA) ens fa pensar que és uns 50 anys més antic. Sembla que els noms assenyalen els extrems del món conegut, a l'oest Hispania i al sud Pharos (Alexandria). Pel fet de ser Hiparc el més important astrònom de l'època, és possible que aquest científic sigui qui va pensar el complicat mecanisme de l'instrument.

## El mecanisme d'Anticitera i els Jocs Olímpics
Philip Ball i Tony Freeth van publicar al número 454 de 2008 de la revista Nature que el mecanisme servia també per a fixar amb exactitud la celebració dels Jocs Olímpics a l'antiguitat. L'interior de l'artefacte té una inscripció que indica Nemea en referència a un dels jocs que van ser més importants, i Olimpia. Amb aquests dials, es fixava amb precisió l'última lluna plena més pròxima al solstici d'estiu cada quatre anys, data en la qual s'iniciaven els jocs.